# 박성준 (시인)
박성준(1986년 5월 23일 ~ )은 대한민국의 시인이며 문학평론가이다. 서울특별시에서 태어나 경희대학교 국어국문학과를 졸업하고 같은 대학교 대학원에서 박사 학위를 받았다.

## 약력
2009년 제9회 《문학과사회》 신인문학상을 수상하며 시단에 나왔으며, 2013년 《경향신문》 신춘문예 평론부문에 당선되어 문학평론가로도 활동하고 있다. 2015년 제16회 「박인환문학상」을 수상했다. 현재 '는' 동인으로 활동 중이다.

## 수상
- 2015년 제16회 「박인환문학상」

## 저서

### 시집
- 《몰아 쓴 일기》(문학과지성사, 2012) ISBN 978-89-320-2295-6
- 《잘 모르는 사이》(문학과지성사, 2016) ISBN 978-89-320-2836-1

#### 시인의 말
- 《몰아 쓴 일기》
나빠질 때까지 피가 났다
- 《잘 모르는 사이》
누가 왔다 갔을까
이만큼 이토록 높이를 가진 건물의 입구

### 공저
- 《시인의 책상》(알에이치코리아, 2012) ISBN 978-89-255-5019-0
- 《소울 반띵》(멘토프레스, 2013) ISBN 978-89-934-4231-1